# 섬광탄

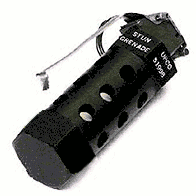
M84 섬광탄

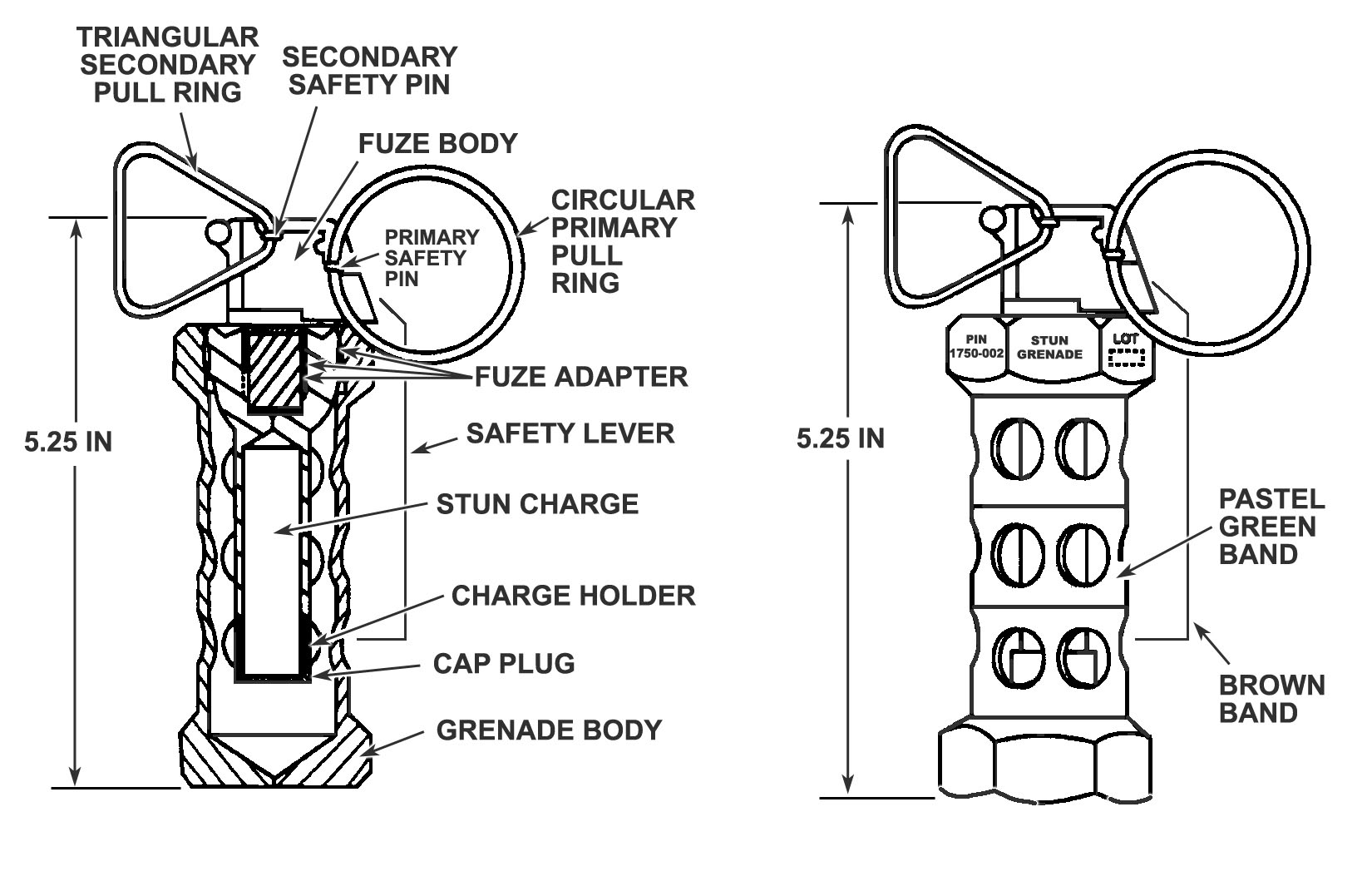
M84 섬광탄 구성도

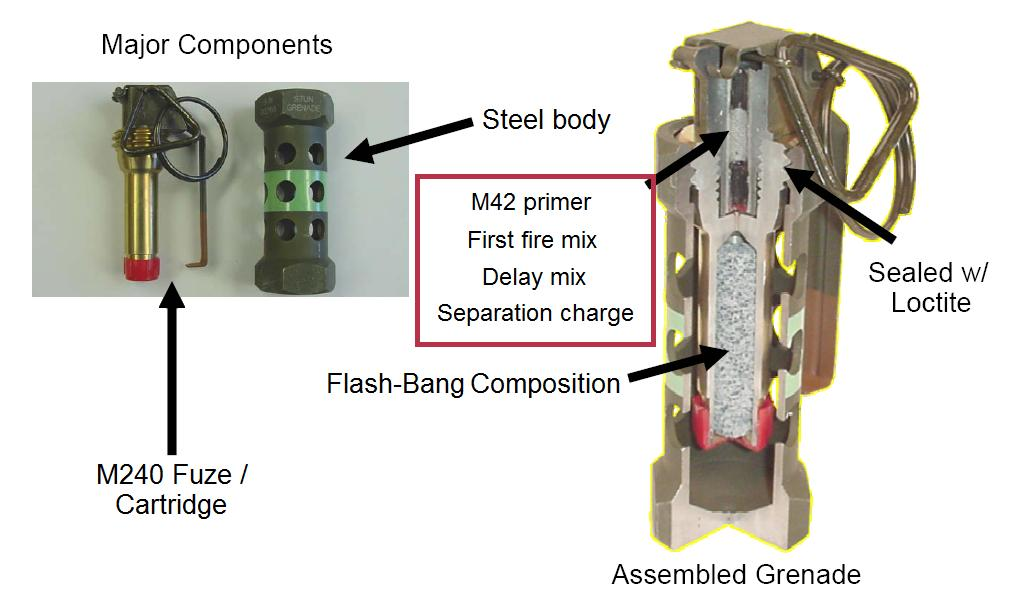
M84 섬광탄 도표

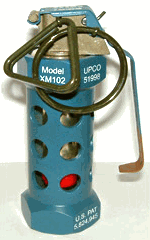
XM102 섬광탄

섬광탄(閃光彈;(영어: flash grenade, flashbang, thunderflash or sound bomb))은 일시적으로 터지는 빛을 이용하여 적의 시야를 가리고 소리를 못듣게 제압하는 수류탄 형식의 무기이다. 주로 건물같은 폐쇄된 공간에 돌입할 때 적의 시야를 가리는 데 사용하며, 세계 각국 대테러부대의 기본 장비 중 하나로 널리 쓰이고 있다.

## 기원
영국의 기술 전문가들이 최초로 개발한 비살상 수류탄으로 1970년대 영국의 특수부대인 SAS(Special Air Service)가 처음으로 실전에서 사용하였다. 일반 파편 수류탄과는 달리 직접적인 살상력은 없고 섬광탄은 빛과 폭음을 발생하면서 적의 시각과 청각을 무력화 시키는 무기이다. 섬광탄이 발명된 이유는 인질 구출 작전과 같은 대테러작전과 같은 경우에 협상이 결렬되어 인질이 위험해지거나 부대원들의 목숨이 위태해지는 것과 같은 악화된 상황의 경우에 아군의 피해를 최소화하면서 부가적인 피해없이 적들을 무력화 시키기 위해 발명되었다.

## 원리
마그네슘이나 알루미늄과 같은 높은 반응성을 가진 금속 충전제와 질산 칼륨이나 과염소산 칼륨과 같은 산화제로 구성되어 이 두 가지 구성 물질들이 만나 금속을 급속으로 산화시켜 폭발하게 된다. 섬광탄이 폭발하면 인간의 눈에서 빛을 받아들이는 광 수용체를 활성화시켜 눈을 일시적으로 멀게 한다. 또한 이때 발생하는 폭음은 귀에 존재하는 달팽이관을 자극시켜서 순간적으로 몸의 감각을 해제시킨다. 섬광탄이 터질때 발생하는 폭음은 보통 170~180 dB(데시벨)로 이는 전투기의 이착륙 시 발생하는 소음보다 훨씬 더 크다.

## 위험
폭발하면서 발생하는 플래시(Flash)는 눈의 모든 광 수용체 세포를 순간적으로 활성화시켜 약 5초동안 눈을 멀게 한다. 그 후 피해자는 목표를 손상시키는 잔상을 보게된다. 또한 동시에 발생하는 폭음(Bang)은 일시적으로 피해자의 정신을 붕괴하고 귀에 있는 달팽이관과 체액을 교란시켜 방향감각과 균형을 무너뜨리고 영구적인 청력 손실도 잦다. 이때 생성된 열은 주변 가연성 물질을 점화 시킬 수 있을 정도로 충분한 열을 가지고 있다.

## 사건 목록
- 1989년, 미네소타 주 미니애폴리스에 있는 경찰은 정보 제공자로부터 부정확한 정보를 받은 후 노인 부부 인 로이드 스몰 디와 릴리안 와이스의 집에서 약물 공격을 실시했다. 경찰이 습격에 사용한 섬광탄이 집을 불태웠다. 경찰은 아무도 내부에 아무도 없다고 확신했기 때문에 처음에는 구조도 시도하지 않았다. 스몰리와 바이스는 연기 흡입으로 사망했다.[5]
- 2003년 5월, 알버타 스프 루일 (Alberta Spruill)이라는 여성은 경찰이 뉴욕의 할렘(Harlem)에 있는 기숙사에서 기습적으로 섬광탄을 폭발시키면서 경찰서에 구금되었을 때 심장 마비로 사망했다. 그녀의 가족은 결국 도시를 상대로 160만 달러의 민사 소송을 받았다.[6]
- 2010년 2월, 미네소타주 미니애폴리스에 있는 경찰은 리키 아 러셀의 아파트를 찾아 마약을 찾았다. 러셀이 남자 친구와 저녁을 먹다가 경찰이 문을 뚫고 난 후 섬광탄이 던져졌다. 폭발한 섬광탄은 그녀에게 3도 화상을 입히고 머리에 화상을 입혔다. Russell의 아파트에서 마약이 발견되지 않았으며 미니애폴리스 시의회는 100만 달러의 손해 배상에 동의했다.[7]
- 2011년 1월, 로 젤리 오 세라토 (Rogelio Serrato)라는 캘리포니아의 한 남자가 경찰 SWAT 팀이 발사한 섬광탄이 집에서 화재를 일으킨 후 연기 흡입으로 사망했다.[8] 남자는 화재가 발생했을 때 다락방에 숨어있는 것으로 여겨졌다.[9]
- 2011년 2월 노스 캐롤라이나 SWAT 경찰관이 장비를 보호하던 와중에 섬광탄이 실수로 폭발했을 때 집에서 부상을 입었다. 그는 응급 수술을 받았지만 나중에 부상으로 사망했다.
- 2014년 5월 28일, SWAT 팀이 조지아주 코넬리아 (Corelia)에서 의심되는 마약 상인에 대한 체포 영장을 제공하는 SWAT 팀에 의해 섬광탄이 던져 질 때 19 개월 된 아기 소년의 얼굴이 심하게 타거나 절단되었다.[10] 아기는 살아남았지만 심각한 안면 변형을 가지게 되었다.  이 가족은 2016년에 360만 달러의 배상금을 받았다.[11]
- 2014년 8월 3일 , FK Vardar 축구 팀 의 마케도니아 팬이 경찰과 팬 사이의 싸움이 Stadion Tumbe Kafe 경기장에서 발생했을 때 축구 경기 중 경찰이 던진 섬광탄을 재 던지려고 할 때 심각한 부상을 입었다. 섬광탄이 그의 손에서 폭발하여 두 손가락을 잃어 팔 구조에 심각한 손상을 입었다.[12]
- 2018년 8월, M[ [ [ ichelle Fawcett는 오리건주 포틀랜드 에 있는 많은 시위대에 섬광탄이 발사되어 그녀의 팔을 강타했고 심각한 화학 화상 및 기타 부상을 입었다.[13]
- 2019년 10월, 19 세의 학부생이 경찰에 의해 그리스 아테네 의 그리스 의회 외곽에 있는 시위대에서 섬광탄이 발사되면서 심각한 머리 부상을 입었다.[14]

- 2019년 10월과 11 월에 이라크에서 바그다드와 남부의 남부 지방에서 수십 명의 시위대가 사망했다. 언론이 발표한 사망일은 2019년 11월 15일이다.(3명의 시위대가 최루탄 용기가 직접 머리에 부딪쳤고 또 다른 시위대는 보안군이 발사한 섬광탄으로 인한 상처로 병원에서 사망했다)[15]